# Буска, Иньяцио
Иньяцио Буска  (итал. Ignazio Busca; 31 августа 1731, Милан, Миланское герцогство — 12 августа 1803, Рим, Папская область) — итальянский куриальный кардинал. Титулярный архиепископ Эмесы с 11 сентября 1775 по 30 марта 1789. Апостольский нунций во Фландрии с 18 сентября 1775 по 1 марта 1785. Вице-камерленго Святой Римской Церкви с 1 марта 1785 по 14 февраля 1789. Префект Конгрегации дисциплины монашествующих с 14 февраля 1789 по 2 декабря 1800. Камерленго Священной Коллегии кардиналов с 11 апреля 1791 по 27 февраля 1792. Государственный секретарь Святого Престола и Префект Священной Конгрегации Священной Консульты с 9 августа 1796 по 15 марта 1797. Префект Священной Конгрегации доброго управления с 2 декабря 1800 по 12 августа 1803. Кардинал-священник с 30 марта 1789, с титулом церкви Санта-Мария-делла-Паче с 3 августа 1789 по 18 декабря 1795. Кардинал-священник с титулом церкви Санта-Мария-дельи-Анджели-э-деи-Мартири с 18 декабря 1795 по 12 августа 1803.